# Nick Kasa
Nick Kasa (Rochester, 5 novembre 1990) è un ex giocatore di football americano statunitense che ha giocato nel ruolo di tight end. Fu scelto nel corso del sesto giro (172º assoluto) del Draft NFL 2013 dagli Oakland Raiders. Al college giocò a football all'Università del Colorado.

## Carriera professionistica

### Oakland Raiders
Kasa fu scelto al sesto giro del Draft 2013 dagli Oakland Raiders. Il 7 giugno firmò un contratto quadriennale del valore di 2,28 milioni di dollari, inclusi 120.600$ di bonus alla firma. Debuttò come professionista l'8 settembre 2013 contro gli Indianapolis Colts. Nella settimana 17 contro i Denver Broncos fece il suo primo TD in carriera su una ricezione di 9 yard. Chiuse la stagione giocando 16 partite di cui una da titolare, una ricezione per 9 yard con un TD. Nella successiva invece non scese mai in campo.

## Palmarès

### Franchigia
- Super Bowl : 1

Denver Broncos: 50
- American Football Conference Championship: 1

Denver Broncos: 2015

## Statistiche
| Partite totali         | 16 |
| Partite da titolare    | 1  |
| Yard su ricezione      | 9  |
| Touchdown su ricezione | 1  |

Statistiche aggiornate alla stagione 2014